# Alburnus schischkovi
Alburnus schischkovi är en fiskart som först beskrevs av Drensky, 1943.  Alburnus schischkovi ingår i släktet Alburnus och familjen karpfiskar. Inga underarter finns listade i Catalogue of Life.
Exemplaren blir upp till 210 mm långa. Analfenan har 13 till 15 mjukstrålar.
Arten förekommer på Balkanhalvön i avrinningsområdet av floderna Veleka och Mutlu Dere i Bulgarien och Turkiet. De mynnar i Svarta havet. Exemplaren vandrar till flodernas övre lopp för äggläggningen.
Beståndet hotas av intensivt fiske. Utbredningsområdet är uppskattningsvis 2000 km² stort och äggläggningen sker i en 500 km² stor region. IUCN kategoriserar arten globalt som starkt hotad.